# Matsanen
Matsanen är en sjö i Finland. Den ligger i kommunen Enontekis i landskapet Lappland, i den norra delen av landet, 900 km norr om huvudstaden Helsingfors. Matsanen ligger 367,4 meter över havet. Omgivningarna runt Matsanen är i huvudsak ett öppet busklandskap. Arean är 15,5 hektar och strandlinjen är 2,28 kilometer lång. Sjön  ingår i Kemi älvs huvudavrinningsområde. 